# 立原翠軒

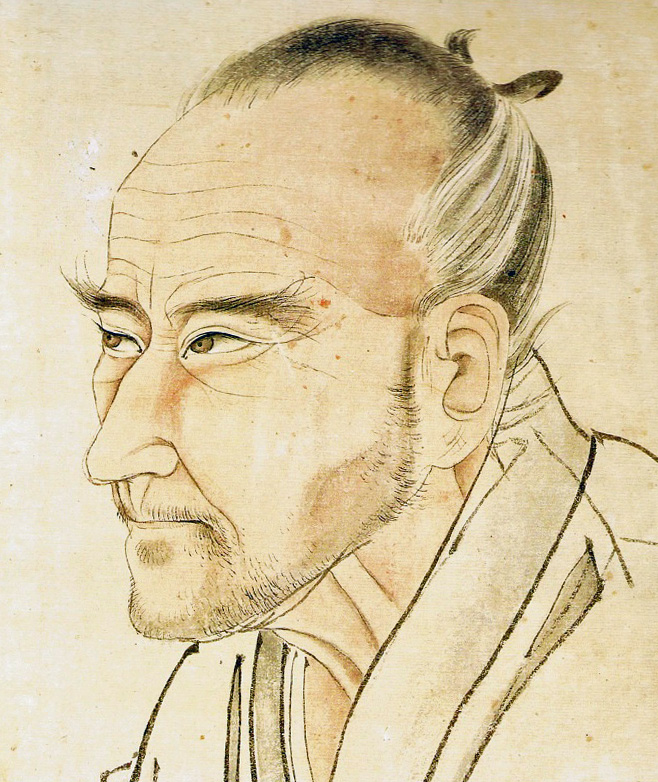
立原翠軒像稿 渡辺崋山筆 田原市博物館蔵 重要美術品

立原 翠軒（たちはら すいけん、延享元年6月7日（1744年7月16日） - 文政6年3月4日（1823年4月14日））は、江戸時代中期から後期の水戸藩士。学者として5代藩主徳川宗翰、6代治保の2代にわたって仕える。本姓は平氏。家系は常陸平氏大掾氏の一門・鹿島氏の庶流といい、鹿島成幹の子・立原五郎久幹を祖とする立原氏。仮名は甚五郎。諱は万。字は伯時。号は東里。致仕後に翠軒と号する。父は水戸藩彰考館管庫・立原蘭渓（甚蔵）。嫡男は水戸藩士で南画家の立原杏所、孫には幕末の志士・立原朴次郎や閨秀画家の立原春沙、子孫には昭和初期の詩人、建築家・立原道造がいる。

## 生涯
延享元年（1744年）6月7日、水戸城下の武熊（竹隈）にて生まれる。幼い折は谷田部東壑に師事。宝暦10年（1760年）に荻生徂徠を祖とする古文辞学派（徂徠学派）・田中江南が水戸を訪れた折に師の東壑とともにその門に入った。同13年（1763年）、江南が去った後、江戸彰考館の書写場傭に任ぜられた。江戸にては文章を大内熊耳、唐音を細井平洲、書を松平楽山に学んだ。明和3年（1766年）、編集員を命ぜられ水戸史館に転じた。
天明6年（1786年）6月、彰考館総裁に進み、以後に享和3年（1803年）に致仕するまで『大日本史』の編纂に力を注ぎ、寛政11年（1799年）には『大日本史』の紀伝浄写本80巻を、『大日本史』編纂の遺命を残した2代藩主・徳川光圀の廟に献じた。この間、混乱の生じていた彰考館の蔵書を整理、欠本となっていたものを補写する様に命じ、古器物などの修膳、光圀以来の留書、書簡などが集積されたまま、整理されていなかったため、これを補修製本した。これが『江水往復書案』、『史館雑事記』として今日に伝わっているものの原本となっている。永く停滞していた修史事業を軌道に乗せたことは、翠軒の大きな功績によるものであり、翠軒の尽力により後世の水戸学が結実していったといわれている。また、翠軒は藩主治保の藩政にも参与し、天下の三大患について老中の松平定信に上書して、蝦夷地侵略等を警告した。寛政5年（1793年）、門人の木村謙次を松前に派遣し、実情を探らせたという。また、大日本史編纂の方針を巡り、弟子の藤田幽谷と対立を深めていたともいわれている。
対立点としては、1点目としては『大日本史』の題名であり、幽谷は『史稿』と主張し、翠軒が反対していた。2点目としては、『大日本史』の志表の継続または廃止をめぐる対立で、翠軒は廃止、幽谷は継続を主張した。3点目としては論賛の是非であり、翠軒は可、幽谷は不可としたという。幽谷との対立は幽谷が『丁巳封事』を藩に上書し、藩政批判を行ったことで不敬の罪を問われ免職となった折に翠軒により破門されたことで表面化することとなった。これにより両者は絶交となった。享和3年（1803年）、高橋坦室が『大日本史』の論賛を削除すべきである旨を上書し、藤田幽谷もこれに同調したことで、翠軒は致仕を命ぜられ、徳川家康の事績研究を命ぜられ、弟子の小宮山楓軒とともに『垂統大記』を編纂したが文政6年（1823年）3月4日、同著の完成を見ずになくなったという。享年80。書画、篆刻、七弦琴にも秀で、著書として『西山遺聞』、『此君堂文集』、『新安手簡』などがある。
明治40年（1907年）、従四位を追贈された。

## 逸話
- 翠軒の弟子 小宮山楓軒は常々、師である翠軒を敬い、師の生きざまを『翠軒先生遺事』に記すという。これによれば、翠軒は幼少の折、寺門倧太郎と海浜で遊んでいたが、知らぬうちに寺門により妓楼に連れ込まれてしまった。翠軒は小用に立つ振りをして逃げ帰り、寺門との付き合いを絶ってしまった。

- 水戸藩主 徳川治保は学問を好み長久保赤水を侍講とし、赤水の推挙で翠軒も侍講に任ぜられた。ある時、治保が翠軒に「人主には釣り合いの臣があるものだ。唐の太宗と魏徴がそれだ」といい、「自らはそこ許をもってその人としよう。どんな直諫もして欲しい」と述べた上で「どうか、俗吏などと争ったり、排斥されることのないよう気をつけてもらいたい。」という言葉をかけたという。

- 家老山野辺義胤の養子の山野辺図書（山野辺義聚）が、養父と折り合い悪く、実家である佐伯藩毛利家に帰された。図書が何も罪がないと言いたて不平を述べると翠軒は「君自身、罪のあると知らぬというのが罪たる所以だ」と述べたという。

- ある時、水戸藩士に蔭山八郎右衛門という200石取りの藩士が常々、知行地の百姓を救いたいと考えていたが、実行できずに悩んでいたという。翠軒は「人を救おうというのに、自分の財産を拵えて、それができてからと思っていたら、救うことなど出来はせぬ」と述べた。これを耳にした八郎右衛門は大いに恥じ入り、直ちに年貢の収納を半減したという。

- また、翠軒は「人の価値というものは家庭にいるときの様子で大抵わかる。自分の妻に怒り散らしたり、時に打擲に及ぶような者があるが、そうした人間は人の上に立つ資格がない者だ」と述べたという[2]

- 寛政7年（1795年）、藤田幽谷らと従者に画家の小泉斐を従え、吉原口（村山口）から富士山登山に成功している。この経験を元に小泉斐が製作した「富嶽写真」は富岡鉄斎が富士図製作に携わる際に大いに参考にされた。